# 台17線
台17線（たいじゅうしちせん）は、台中市清水区から屏東県枋寮郷に至る台湾省道であり、「西部浜海公路（せいぶひんかいこうろ）」の別称で呼ばれる。地域によるが、台湾では「西浜公路（せいひんこうろ）」と呼称する方が多い。

## 概要
- 全長：273.474Km
- 起点：台中市清水区甲南（台1線の交差地点）
- 終点：屏東県枋寮郷水底寮（台1線の交差地点）
- 経由地：

## 歴史
| 年 | 月日 | 事跡 |
| -- | ---- | ---- |

## 通過する自治体
- 台中市
  - 清水区 - 梧棲区 - 龍井区

- 彰化県
  - 伸港郷 - 線西郷 - 鹿港鎮 - 福興郷 - 芳苑郷 - 大城郷

- 雲林県
  - 麦寮郷 - 東勢郷 - 台西郷 - 四湖郷 - 口湖郷

- 嘉義県
  - 東石郷 - 布袋鎮

- 台南市
  - 北門区 - 学甲区 - 将軍区 - 七股区 - 安南区 - 北区 - 中西区 - 安平区 - 南区

- 高雄市
  - 茄萣区 - 湖内区 - 路竹区 - 永安区 - 弥陀区 - 梓官区 - 橋頭区 - 楠梓区 - 左営区 - 鼓山区 - 三民区 - 前金区 - 新興区 - 苓雅区 - 前鎮区 - 小港区 - 林園区

- 屏東県
  - 新園郷 - 東港鎮 - 林辺郷 - 佳冬郷 - 枋寮郷

## 接続する道路
- 高速道路
  - 清水端
  - 高雄端
  - 林辺IC

- 快速公路
  - 清水IC
  - 鹿港IC
  - 漢宝IC
  - 王功IC
  - 大城IC
  - 湖子内IC
  - 侖豊IC
  - 五條港IC
  - 台西IC
  - 四湖IC
  - 口湖IC
  - 水井IC
  - 鰲鼓IC
  - 台17線平面交差
  - 南鯤鯓IC
  - 北門IC
  - 台南端

## 支線

### 甲線
台南市安南区から台南市区を経て高雄市湖内区で台17本線と合流する道路。全長26.418Km。

### 乙線
台南市安南区の台17甲線との交差点を起点とし、同市同区の台17本線との交差点（土城子付近）を終点とする支線道路である。全長5.917Km。「台江大道」の別称である。